# ایوان تورنتون
ایوان اس. تورنتون (انگلیسی: Yvonne Thornton؛ زادهٔ ۲۱ نوامبر ۱۹۴۷) یک متخصص زنان و زایمان، موسیقیدان و نویسنده آمریکایی است که بیشتر به خاطر خاطرات خود با عنوان «دختران خندق» شناخته می‌شود.

## پیشینه، تحصیلات و حرفه
تورنتون در شهر نیویورک به دنیا آمد و در لانگ برنچ، نیوجرسی، به‌عنوان سومین فرزند از پنج دختر خانواده دانلد (۱۹۲۵–۱۹۸۳) و ایتاسکر تورنتون (۱۹۱۵–۱۹۷۷) بزرگ شد و از دبیرستان لانگ برنچ فارغ‌التحصیل شد. پدرش، یک حفار فاضلاب و کهنه‌سرباز جنگ جهانی دوم، آرزو داشت که هر شش دختر آفریقایی آمریکاییاش پزشک شوند. مبارزه و داستان این مسیر، علی‌رغم موانع اقتصادی، نژادی و جنسیتی، بعدها موضوع اصلی کتاب «دختران خندق» شد. او تجربیات دوران کودکی‌اش را به‌عنوان تأثیر عمیقی بر تصمیم خود برای رفتن به دانشکده پزشکی ذکر کرده است.
تورنتون از دانشگاه مانموث فارغ‌التحصیل شد و به دانشکده پزشکی دانشگاه کلمبیا راه یافت. در طول آن تابستان، او نخستین شرکت‌کننده رنگین‌پوست در نسخه اصلی برنامه «جئوپاردی!» با اجرای آرت فلمینگ بود. در سال ۱۹۷۹، تورنتون و همسرش داوطلب خدمت در نیروی دریایی ایالات متحده شدند. او درجه فرمانده را در شاخه پزشکی دریافت کرد و به مرکز ملی پزشکی نیروی دریایی در بتزدا، مریلند، اعزام شد. در سال ۱۹۸۱، تورنتون نخستین زن سیاه‌پوست در ایالات متحده شد که در رشته طب مادر و جنین دارای بورد تخصصی شد. او در طول دو دهه بعد، در بیمارستان نیویورک - مرکز پزشکی کرنل، بیمارستان موریس‌تاون در نیوجرسی، و مرکز بیمارستان سنت لوک - روزولت در نیویورک فعالیت داشت.
تخصص او در نمونه‌برداری از پرزهای جفتی توجه اپرا وینفری را جلب کرد و او نخستین بار در سال ۱۹۹۳ به برنامه‌اش دعوت شد. در سال ۱۹۹۵، تورنتون کتاب «دختران خندق» را دربارهٔ آرزوی والدینش برای تبدیل فرزندانشان به پزشک نوشت؛ موفقیت این کتاب مجدداً توجه شوی اپرا وینفری را جلب کرد و موجب شد بار دیگر در برنامه‌اش حضور یابد. «دختران خندق» تحسین منتقدان را برانگیخت، به ۱۹ زبان ترجمه شد و در سال ۱۹۹۷ به یک فیلم تلویزیونی توسط شبکه فمیلی چنل تبدیل شد؛ در این فیلم، کارل لامبلی نقش پدرش (دانلد تورنتون) را بازی کرد و کیمبرلی الیز برای این نقش جایزه بهترین بازیگر نقش مکمل زن در مراسم جایزه کیبل‌ای‌سی‌ئی سال ۱۹۹۷ را از آن خود کرد.
در سال ۱۹۹۶، تورنتون مدرک کارشناسی ارشد خود را در رشته سلامت عمومی با گرایش سیاست و مدیریت سلامت از دانشکده بهداشت عمومی دانشگاه کلمبیا دریافت کرد و در سال ۱۹۹۷ کتاب دوم خود با عنوان «زنان برای زنان» را منتشر کرد. او در نهایت به مرتبه استاد تمام رسید و در سال ۲۰۰۳ به عنوان استاد بالینی زنان و زایمان در کالج پزشکی ویل کرنل منصوب شد. او هم اکنون دارای عنوان استاد بازنشسته زنان و زایمان در کالج پزشکی نیویورک است.

## زندگی شخصی
تورنتون در سال ۱۹۷۴ با همکلاسی خود در دانشکده پزشکی، شیرود جی. مک‌کللند ازدواج کرد؛ او به مدت ۲۵ سال مدیر بخش جراحی ارتوپدی در بیمارستان هارلم در نیویورک بود و در سال ۲۰۲۳ درگذشت. آنها دو فرزند دارند که هر دو پزشک هستند: شیرود مک‌کللند سوم و کیمبرلی آی. مک‌کللند. تورنتون ساکن تینی‌ک، نیوجرسی بوده است.